# A New Kind of Horror
A New Kind of Horror es el noveno álbum de la banda británica de metal extremo Anaal Nathrakh. El álbum fue lanzado el 28 de septiembre de 2018 a través de Metal Blade Records. Fueron lanzados dos sencillos de las canciones “Forward!”, y “Obscene as Cancer”. El álbum es una continuación del álbum de 2016 The Whole of the Law. La temática conceptual hace referencia a los horrores presentes en la Primera Guerra Mundial, en la política contemporánea y en los escritos de D.H. Lawrence. El vocalista Dave Hunt comentó:

"(Conceptualmente) no es un álbum feliz. Es amargo, vengativo, sarcástico, sardónico, violento, terrorífico y horroroso — estos últimos términos en igual medida. Más allá de todo, es humano, con todo lo que conlleva. Fue pensado para ser lo más sincero posible. Por supuesto, hay algo de lo ya explorado en nuestros otros álbumes, pero el resultado se produjo de una forma natural, y respecto A New Kind of Horror, sentimos que tiene su propia esencia. No tiene que ser comparado con nada ya que para nosotros es único en su clase."

## Lista de canciones
Toda la música fue compuesta por la banda:

| N.º | Título                                               | Duración |  |
| 1.  | «The Road to...»                                     | 1:49     |  |
| 2.  | «Obscene as Cancer»                                  | 3:03     |  |
| 3.  | «The Reek of Fear»                                   | 3:20     |  |
| 4.  | «Forward!»                                           | 3:29     |  |
| 5.  | «New Bethlehem/Mass Death Futures»                   | 3:27     |  |
| 6.  | «The Apocalypse Is About You!»                       | 3:02     |  |
| 7.  | «Vi Coactus»                                         | 3:43     |  |
| 8.  | «Mother of Satan»                                    | 3:25     |  |
| 9.  | «The Horrid Strife»                                  | 3:27     |  |
| 10. | «Are We Fit for Glory Yet? (The War to End Nothing)» | 4:10     |  |

## Créditos
Tomados según Metal Injection:
- Mick Kenney – Todos los instrumentos
- Dave Hunt – voz

Invitados
- Brandan Schieppati - voz en "Vi Coactus"